# Ун-Пернасоим
Ун-Пернасоим (устар. Ун-Перна-Соим) — река в Шурышкарском районе Ямало-Ненецкого АО. Устье реки находится на 59-м км правого берега реки Волдэпъёган. Длина реки составляет 12 км. В 1,5 км по правому берегу впадает приток Ай-Пернасоим.

## Данные водного реестра
По данным государственного водного реестра России, относится к Нижнеобскому бассейновому округу, водохозяйственный участок реки — Обь от впадения реки Северная Сосьва до города Салехард, речной подбассейн реки — бассейны притоков Оби ниже впадения Северной Сосьвы. Речной бассейн реки — Нижняя Обь от впадения Иртыша.